# Gerald Patrick Hemming
Gerald „Gerry“ Patrick Hemming Jr. (* 1. März 1937 in Los Angeles, Kalifornien; † 28. Januar 2008, Fayetteville, North Carolina) war ein US-amerikanischer Soldat, der nach seinem Dienst beim United States Marine Corps 1959/1960 auf Kuba als Ausbilder für die Streitkräfte der von Fidel Castro geführten Revolutionsregierung arbeitete. Nach seiner Abwendung von Castro traf er zwischen 1961 und 1963 von den USA aus als Anführer einer paramilitärischen Gruppe erfolglose Vorbereitungen, gegen Castros inzwischen auf einen marxistisch-leninistischen Kurs umgeschwenktes Regime zu kämpfen.

## Leben
Gerry Hemming hatte acht Geschwister. Sein gleichnamiger Vater führte später einen Fernseherhandel. Im April 1954 trat er in das United States Marine Corps (USMC) ein, wo er eine Spezialausbildung in Luftraumüberwachung erhielt. Etwa seit Sommer 1958, noch während seines Militärdienstes, begann er sich ernsthaft für den Bürgerkrieg auf Kuba zu befassen, nachdem er sich schon länger intensiv für das Thema Guerillakrieg interessiert und erstmals 1954 kurz Kuba besucht hatte. Im Laufe mehrerer kurzer Reisen nach Kuba lernte er mehrere Kubaner kennen, die der Bewegung des 26. Juli angehörten und sich am bewaffneten revolutionären Kampf gegen die Regierung Fulgencio Batistas beteiligten. Hemming unterstützte sie in den USA bei der Beschaffung von Waffen, die sie anschließend nach Kuba schmuggelten. Dabei geriet er unter Beobachtung des Bundeskriminalamts FBI, von dem er eine Warnung erhielt. Nach seiner ehrenhaften Entlassung im Oktober 1958 kehrte er zunächst zu seinen Eltern im kalifornischen Alhambra zurück.
Im Februar 1959, wenige Wochen nach der Flucht Batistas und der Machtübernahme Fidel Castros, reiste er selbst nach Kuba und erhielt dort eine Anstellung in den Streitkräften. Er bildete am Luftwaffenstandort San Julián in der westkubanischen Provinz Pinar del Río nicaraguanische und andere ausländische Untergrundkämpfer zu Fallschirmspringern aus, mit denen Castro einen gewaltsamen Sturz der nicaraguanischen Regierung unter Anastasio Somoza herbeizuführen plante. Auf Kuba lernte Hemming 1959 William Morgan kennen, den US-Amerikaner, der als Comandante in der siegreichen Rebellenarmee gekämpft hatte. Eine Zeit lang war Hemming Morgans Befehl unterstellt und diente diesem als Assistent in einem landwirtschaftlichen Projekt. Morgan hatte ab dem Frühjahr 1960 offene Differenzen mit Castros pro-kommunistischen Regierungskurs, wurde im Oktober 1960 zum wiederholten Mal verhaftet und schließlich im März 1961 wegen Konspiration gegen Castro hingerichtet. Auch Hemming wurde wiederholt festgenommen, konnte Kuba jedoch im August 1960 über Mexiko nach Kalifornien verlassen.
1962 bewarb sich Hemming erfolglos bei der CIA.

### Intercontinental Penetration Force
Am 4. Dezember 1962 wurde Hemming als Anführer einer Gruppe von 13 Interpen-Söldner von der U.S. Customs Service und Grenzwachen bei Sombrero Key – in der Nähe von Marathon (Florida) – festgenommen. Bei den Söldnern wurde eine Anzahl von Gewehren, etwa 10 Faustfeuerwaffen, Plastiksprengstoff, zwei Fahrzeuge und ein Schiff sichergestellt.
Von den Festgenommenen wurde berichtet, sie hätten die vorangegangenen sechs Monaten auf No Name Key einen asymmetrischen Angriff auf Kuba geübt, sie wären unabhängig und stünden in keinen Zusammenhang zu irgendeiner kubanischen Exilorganisation.
Hemming wurde interniert. Der Vorwurf gegen Interpen lautete auf Verschwörung gegen das Neutralitätsgesetz ('„Conspiracy to violate the Neutrality Act“) und das illegale Führen von Waffen. Hemming erklärte Interpen hätte nur Übungen durchgeführt. Nach seiner Freilassung ging Hemming nach Los Angeles, wo zwischenzeitlich sein Vater verstorben war.